# 元寇防壘
元寇防壘，鎌倉時代日本北部九州博多灣一帶的石築防壘，為防範蒙古軍登陸建築。1933年成為日本指定史蹟。1281年（弘安四年），因東路軍無法登陸和被颱風吹襲，蒙古高麗聯軍被逼撤退。

## 歷史
元世祖忽必烈在第一次入侵失敗日本後，鎌倉幕府認為一定會再次入侵，幕府在1275年發起了一系列工程，組織民力用四至五年由今津至香椎一帶建造高二米厚二米的石牆。蒙古第二次入侵時因石牆所阻，忻都被逼在志賀島登陸，戰法失當半月不得前進，東路軍被逼退回壹岐，之後因颱風吹襲，蒙古高麗聯軍被逼撤退。之後防壘一直持續用於防衛，在江戶時期，大部分的石頭被用於福岡城的建設。1931年3月30日被指定為國家史跡。